# ریموند ابراشکین
ریموند ابراشکین (انگلیسی: Raymond Abrashkin؛ ۹ مارس ۱۹۱۱ – ۲۵ اوت ۱۹۶۰) یک کارگردان، فیلم‌نامه‌نویس، نویسنده، پدیدآور، و رمان‌نویس اهل ایالات متحده آمریکا بود.